# Патан (город, Гуджарат)
Патан (англ. Patan, гудж. પાટણ) — город и муниципалитет в индийском штате Гуджарат. Административный центр округа Патан. Основан в 745 году правителем по имени Ванрадж Чавда. В средние века был столицей Гуджарата. Население города по данным на 2001 год составляло 112 038 человек. Основные языки — гуджарати и хинди. Уровень грамотности в 2001 году составлял 72 %. В городе много индуистских и джайнских храмов.